# Medalha Gilbert Morgan Smith
A Medalha Gilbert Morgan Smith (em inglês:  Gilbert Morgan Smith Medal), é um prémio trienal, concedido pela National Academy of Sciences.
Este galardão, criado em março de 1968, é financiado por um legado deixado por Helen P. Smith, esposa do botânico Gilbert Morgan Smith (1885 - 1959), para premiar a excelência em pesquisas publicadas sobre algas marinhas ou de água doce

## Laureados[1]
- 2015 - Takao Kondo
- 2012 - John B. Waterbury
- 2009 - Arthur R. Grossman
- 2006 - Sabeeha Merchant
- 2003 - Sarah P. Gibbs
- 2000 - Shirley W. Jeffrey
- 1997 - Isabella A. Abbott
- 1994 - Elisabeth Gantt
- 1991 - Jean-David Rochaix
- 1988 - Ruth Sager
- 1985 - Richard C. Starr
- 1982 - Luigi Provasoli
- 1979 - William R. Taylor